# Liceo Javier
El Liceo Javier es una institución educativa privada católica, ubicada en la zona 12 de Villa Nueva, Guatemala y fundada por la orden religiosa de la Compañía de Jesús. Es parte de la Asociación de Colegios Jesuitas de Centroamérica (ACOSICAM) y de la Federación Latinoamericana de Colegios Jesuitas, FLACSI.

## Historia
El Liceo Javier se inició en 1952, con alumnos de kindergarden a tercer grado de primaria, en dos pequeñas aulas prestadas por la familia Peyré, como la sección de varones del prestigioso colegio privado «Liceo Francés» para señoritas. El fundador, Jorge Toruño Lizarralde, S.J., ingresó a Guatemala subrepticiamente, ya que desde los gobiernos liberales de Justo Rufino Barrios y luego el de José María Reyna Barrios, los jesuitas habían sido expulsados de Guatemala. Los gobiernos revolucionarios de Juan José Arévalo y Jacobo Arbenz continuaron con esta política de los liberales con respecto a la iglesia y los jesuitas, por lo que Toruño Lizarralde tuvo que inscribir al colegio inicialmente como «Liceo Francés, sección de varones.
Tras el derrocamiento del coronel Jacobo Arbenz Guzmán en 1954 por el Movimiento de Liberación Nacional, la Iglesia Católica recuperó parte del poder que había tenido durante el gobierno conservador del Rafael Carrera en el siglo xix así pues, la educación religiosa privada tuvo un auge a partir de 1955, con la fundación de varios colegios elitistas para varones los cuales absorvieron a los estudiantes de élite que anteriormente hubieran atendido clases en el Instituto Nacional Central para Varones o en la Escuela Normal para Varones. Toruño Lizarralde aprovechó este hecho para oficialmente cambiarle el nombre al colegio, que pasó a llamarse «Liceo Javier» con motivo de celebrarse el cuarto centenario de la muerte de San Francisco Javier en 1552, quien fue nombrado patrono del colegio.
Poco después del cambio de nombre, el colegio se trasladó de la 4a. avenida de la zona 1 de la Ciudad de Guatemala, a la Avenida «Simeón Cañas», próximo al Hipódromo del Norte, y luego con la ayuda de donaciones y préstamos, Toruño Lizarralde compró el terreno de 17 manzanas a orilla de la Calzada Aguilar Bátres, donde se encuentra el colegio desde 1957. En 1956 se inició la construcción del edificio de Primaria, el cual estuvo listo en 1957; en ese año se trasladó el colegio definitivamente a sus nuevas instalaciones. El problema de la distancia se hizo evidente: en esos años la Ciudad de Guatemala era pequeña y el colegio estaba en el kilómetro 8.5 carretera hacia Amatitlán, que en ese entonces era de un carril por lado, y no estaba asfaltada; para sobrellevar esta situación la familia Cofiño donó un bus al colegio. En 1956 también se construyó el gimnasio techado para baloncesto, al que se llamó «Pabellón Kostka».
Ya cuando Orlando Sacasa, S.J. era rector, una nieta del general Justo Rufino Barrios donó US$350,000 para construir el edificio de 3 niveles para la Secundaria; ella hizo esta donación en reparación de las expropiaciones que se hicieron durante el gobierno de Barrios (1873-1885), aunque las propiedades de los jesuitas fueron expropiadas cuando éstos habían sido expulsados de Guatemala cuando ésta todavía era colonia española en 1767.

## Ámbito social y religioso
En los años '70 y principios de los '80, el Liceo Javier ayudó a muchos niños de escasos recursos, conjuntamente con los colegios Salesiano Don Bosco y Liceo Guatemala. Los estudiantes de los colegios iban a las regiones afectadas por el Conflicto Armado Interno a prestar esta ayuda; a raíz de esto, todos estos colegios enfrentaron problemas con los gobiernos de los generales Carlos Arana Osorio, Kjell Eugenio Laugerud García y Fernando Romeo Lucas García, ya que al ser instituciones católicas fueron acusados de impartir teorías marxistas en sus aulas. El hecho de que la mayoría de los alumnos egresados se matricularan en la Universidad de San Carlos de Guatemala agravaba el problema, ya que muchos de ellos entraban de lleno en actividades de izquierda.

## Alumnos famosos
En el ámbito político:
- Presidentes de Guatemala: Oscar Berger y Ramiro de León Carpio
- Vicepresidentes: Eduardo Stein
- Alcaldes de la Ciudad de Guatemala: Óscar Berger
- Ministros y secretarios de gobierno: Hugo Beteta, Juan José Rodil Peralta, Harold Caballeros, Alejandro Sinibaldi, Eduardo Stein, Roberto González Díaz-Durán, Max Santa Cruz Anchissi, Carlos Vielman Montes, José Luis Chea Urruela y Sebastián Marcucci, Antonio Malouf
- Funcionarios de Gobierno (Viceministros y Directores): Enrique Matheu, Daniel Mooney
- Procuradores de Derechos Humanos: Jorge Eduardo de León Duque y Ramiro de León Carpio
- Diputados al Congreso de la República: Christian Boussinot, Pedro Muadi, Juan Manuel Díaz Durán y Alejandro Sinibaldi
- Presidente del CACIF: Antonio Malouf, Juan Luis Bosch Gutiérrez Marco Augusto García Noriega, Felipe Bosch Gutiérrez, Sergio de la Torre
- Presidentes Cámara de Industria de Guatemala: Víctor Suárez Valdez , Juan Luis Bosch Gutiérrez, Juan José Urruela Kong, Fernando López,
- Director Ejecutivo en Cámara de Industria de Guatemala: Javier Zepeda

Fuera del ámbito político:
- Fernando Quevedo Rodríguez: físico guatemalteco
- Giancarlo Ibargüen: educador, empresario y exrector de la Universidad Francisco Marroquín

## Rectores
1. Jorge Toruño Lizarralde (1952-1959)
2. Orlando Sacasa (1959- 1962)
3. Ignacio Amézola (1962-1967)
4. Ildefonso Gullón (1967-1971)
5. Ignacio Martinez (1971-1976)
6. Laurentino Peña (1984-1990)
7. Francisco Estrada (1933 +2017)
8. Eduardo Valdés (2018-